# Aquebogue
Aquebogue és una concentració de població designada pel cens dels Estats Units a l'estat de Nova York. Segons el cens del 2000 tenia 2.254 habitants.

## Demografia
Segons el cens del 2000, Aquebogue tenia 2.254 habitants, 872 habitatges, i 629 famílies. La densitat de població era de 226,6 habitants per km².
Dels 872 habitatges en un 30,3% hi vivien nens de menys de 18 anys, en un 61% hi vivien parelles casades, en un 8,3% dones solteres, i en un 27,8% no eren unitats familiars. En el 21% dels habitatges hi vivien persones soles el 12,4% de les quals corresponia a persones de 65 anys o més que vivien soles. El nombre mitjà de persones vivint en cada habitatge era de 2,57 i el nombre mitjà de persones que vivien en cada família era de 3,03.
Per edats la població es repartia de la següent manera: un 23,4% tenia menys de 18 anys, un 5,9% entre 18 i 24, un 27,9% entre 25 i 44, un 26,4% de 45 a 60 i un 16,5% 65 anys o més.
L'edat mediana era de 41 anys. Per cada 100 dones de 18 o més anys hi havia 87,3 homes.
La renda mediana per habitatge era de 54.453 $ i la renda mediana per família de 60.375 $. Els homes tenien una renda mediana de 38.776 $ mentre que les dones 37.750 $. La renda per capita de la població era de 31.825 $. Entorn del 5,9% de les famílies i el 10,8% de la població estaven per davall del llindar de pobresa.